# Танге Кендзо
Кендзо Танге  (яп. 丹 下 健 三 Танге Кендзо:, 4 вересня 1913 — 22 березня 2005)  — японський архітектор. Відштовхуючись від традиційної японської естетики та структурних принципів, проєктував на «інтернаціональному стилі» (муніципалітет Токіо, 1952-57) і стилі «хай-тек» (штаб-квартира Fuji Television, 1996).

## Життєпис
Кедзо Танге походить з міста Імабарі, префектура Ехіме, де народився 1913 року. Первісну освіту отримав у місті Хіросіма, про трагічну долю котрої у 1945 р. тоді ніхто не міг знати. Обидва міста розташовані на берегах японського Внутрішнього моря (Сето Найкай). В Хіросімі Кедзо Танге працюватиме набагато пізніше. 

## Архітектурна освіта і перші успіхи
1935 року він влаштувався у Токійський університет на архітектурний факультет, котрий закінчив 1938 р.. Талановитий студент закінчив університет з відзнакою і отримав національну премію з архітектури

## Архітектори  Куніо Маекава і  Сакакура
Після закінчення університету Кендзо потрапив на працю у архітектурну майстерню Куніо Маекава. Вісім років тому Маекава пройшов стажування у майстерні Ле Корбюзьє і переніс до Японії ідеї суперечливого Ле Корбюзьє та віяння західноєвропейського функціоналізму. Первісно ці ідеї не мали спротиву ні з боку мілітаризованого уряду Японії, ні з боку місцевих архітекторів. Всі європейські запозичення вітались, позаяк з їх допомогою у Японії намагались модернізувати консервативну країну і застарілий побут з феодальними домішками. Серед стажерів у Ле Корбюзьє був також і Сакакура, твори котрого Кендзо міг знати. Прихильником функціоналізму стане і сам Кендзо. 
Перебування в архітектурній майстерні Куніо Маекава сприяло розкриттю здібностей архітектора-початківця і зміцнило його фахові якості.

## Період паперової архітектури у Кендзо
Японія розпочала загарбницьку війну у Китаї. На ці важкі роки прийшлася молодість Кендзо. Про цивільне будівництво просто не йшлося. На прихильників функціоналізму в Японії не звертали уваги, а проєкти доручали архітекторам іншої стилістики. Період 1941-1945 рр. Кендзо провів у Токійському університеті, спочатку як аспірант, потім як викладач. Паперова архітектура стала для нього єдиним засобом тренувань і творчості. Він брав участь у низці архітектурних конкурсів без будь-якої надії реалізувати власні проєкти.

## Праця в спаленій атомною бомбою Хіросімі

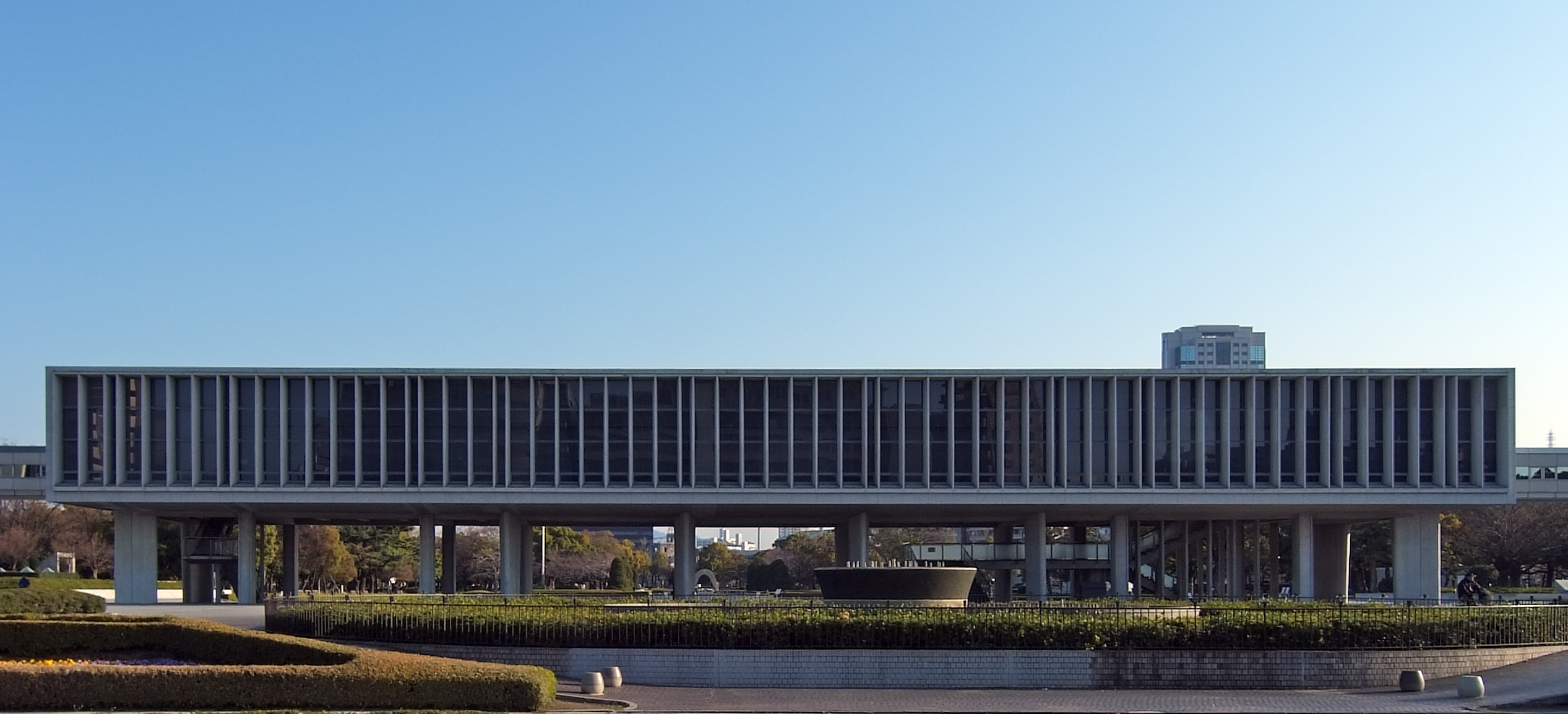
Меморіал миру, музей, Хіросіма, 1955 р.

Можливість реального будівництва з'явилась для нього лише в повоєнний період. Він виконав декілька містобудівних проєктів для поруйнованих японських міст. Найбільшим серед них був проєкт нової забудови для спустошеної бомбою Хіросіми (Генплан Хіросіми 1947 р.).
Уряд Хіросіми розпочав тривалі консультації з іноземними фахівцями щодо новітньої забудови міста після його руйнації у війні. Ландшафтний дизайнер і садівник Там Делін (Tam Deling) запропонував створити у місті Меморіал миру зі збереженням купольної руїни колишньої Хіросіми. Відштовхуючись від цієї ідеї, уряд  Хіросіми оголосив Міжнародний архітектурний конкурс в серпні 1949 р. на створення комплексу. Логічно, що консервативне японське журі надало перевагу проєкту японського архітектора, що відсилав у власному проєкті уяву журі до зразків японської середньовічної архітектури, тільки переведену у бетон. Новітніми були лише порожній простір площі (нетиповий для середньовічних міст Японії взагалі), осьова побудова, заповнення простору садом.
У період 1949-1956 рр. він працював над проєктом Меморіального комплексу миру для Хіросіми. Кендзо Танге запропонував тверезу і полишену патетики функціональну архітектуру з алюзіями на традиційні японські зразки. Так, меморіальний музей піднято на палі, що пов'язане у свідомості пересічних японців із скарбницею, із життєдайним зерносховищем, що рятувало їх від голоду і смерті. Каркасна дерев'яна архітектура стародавньої Японії переведена у проєкті Кендзо Танге у пластичну мову залізобетону. В повоєнний період в будівництві країни головне місце посів саме монолітний бетон, бо відчувався помітний брак металів і сталі, а цегляно-кам'яні споруди були нетривкими в сейсмічно небезпечному кліматі. І від них відмовились. 
Проєкт Кендзо Танге для Хіросіми і його реалізація зробили ім'я архітектора всесвітньо відомим.

## Власний будинок Кендзо Танге
Лише сорокарічним у 1953 р. він отримав можливість вибудувати власний будинок. Прихильник постмоденістської архітектури звернувся цього разу до традиційних будівельних матеріалів - деревини, японської черепиці, паперу твердих сортів і місцевого виду з рисової соломи. Будинок на палях, центр відведено під блок обслуговування, облямований напівпорожніми кімнатами. Лише збільшений масштаб помешкання архітектора нагадував, що це нестаровинна споруда. 
До традиційних зразків японської архітектури він звернувся також у проєкті мерії для міста Сімідзу (1953-1954 рр.)

## Твори зрілих років
Він виконував не тільки проєкти мерій чи меморіалів. В його доробку критий стадіон у місті Такамацу, Офісі з конференц-залою там же. Серед його робіт — католицький собор Пресвятої Діви Марії та Олімпійський центр (обидва — в Токіо, закінчені 1964 року). Одним з перших використав перекриття-оболонки: Олімпійський центр та собор Святої Марії в Токіо, конгрес-хол в префектурі Ехіме.

## Олімпійський комплекс Йойогі
Олімпійські ігри 1964 року були проведені у Японії. Комплекс споруд для них готував Кендзо Танге і його архітектурне бюро у місті Токіо. Дві головні споруди комплексу розпластані і наче виростали із самої землі. Стилістично їх поєднували хвилясті лінії в силуеті, а також спільний архітектурний подіум. Дві бетонні опори підтримували вантовий міст довжиною 130 метрів, сталеві кінці котрих зафіксовані у могутніх бетонних брилах. Вантовий міст — найвища ділянка даху, що височить над плавальним басейном і трибунами. Зовнішня форма моста нагадувала японцям символічні дахи середньовічних споруд (феодальна уява японців наділяла символічним змістом навіть дахи).
Приземкуватий силует будівлі басейну лише трохи приховує велетенські розміри споруди, має розподіл на велетенські, різноманітні, різномасштабні і малі деталі. Але майстерно організований простір навколо басейну (огорожі, вимостка, стовпчики і камені, такі традиційні для японських садів) не протиставляють велетенську архітектуру людині. Багатьом силует споруди басейну нагадував мушлю. Інтер'єр меншого павільйону і його дах ще більше схожий на мушлю або водну воронку, бо дах споруди закручений навколо центральної колони, що був єдиною опорою конструкції.
Складні форми дахів споруд математично вивірені і функціональні, бо сприяють системам кондиціонування повітря і акустики. Новітні форми архітектури, запропоновані Кендзо Танге, надзвичайно сподобались візитерам у Токіо і розійшлися тисячами фото і поштівок, ілюстраціями у журналах і книгах. На десятиліття комплекс олімпійських споруд у Токіо став предметом аналізу і вивчення.

## Проєкти для неяпонських міст
З середини 1960-х в центрі інтересів Танге і його архітектурного бюро — масштабне міське планування (новий центр Скоп'є після землетрусу, столиця Нігерії Абуджа, ділові квартали Болоньї та Неаполя). Лауреат Прітцкерівської премії (1987).
Вважається одним з головних «інженерів» японського економічного дива.

## Друковані твори
- Кендзо Танге «Ессе про Мікеланджело Буонарроті», 1939

## Галерея обраних фото

Реалізовані проєкти
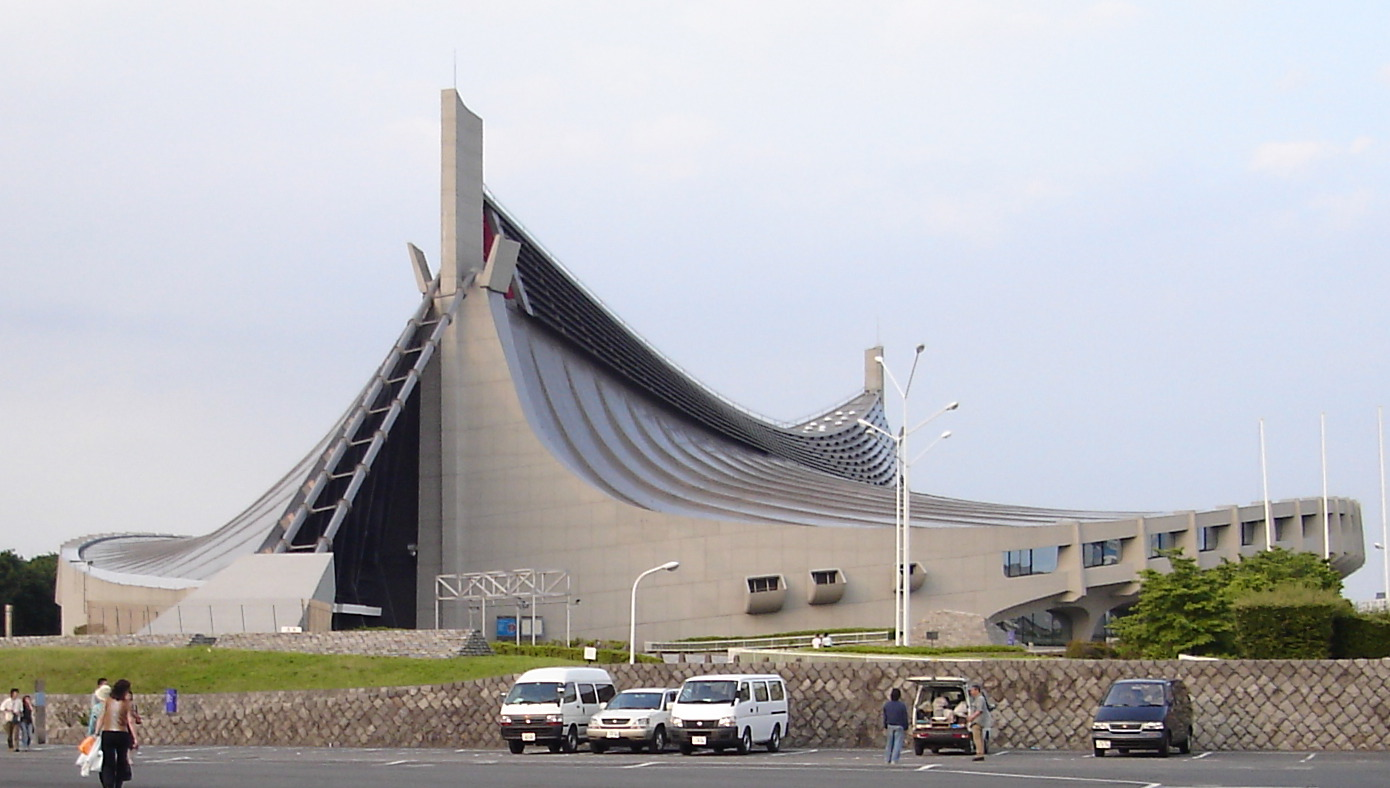
Олімпійський центр в Токіо (1964) — приклад структурного експресіонізму
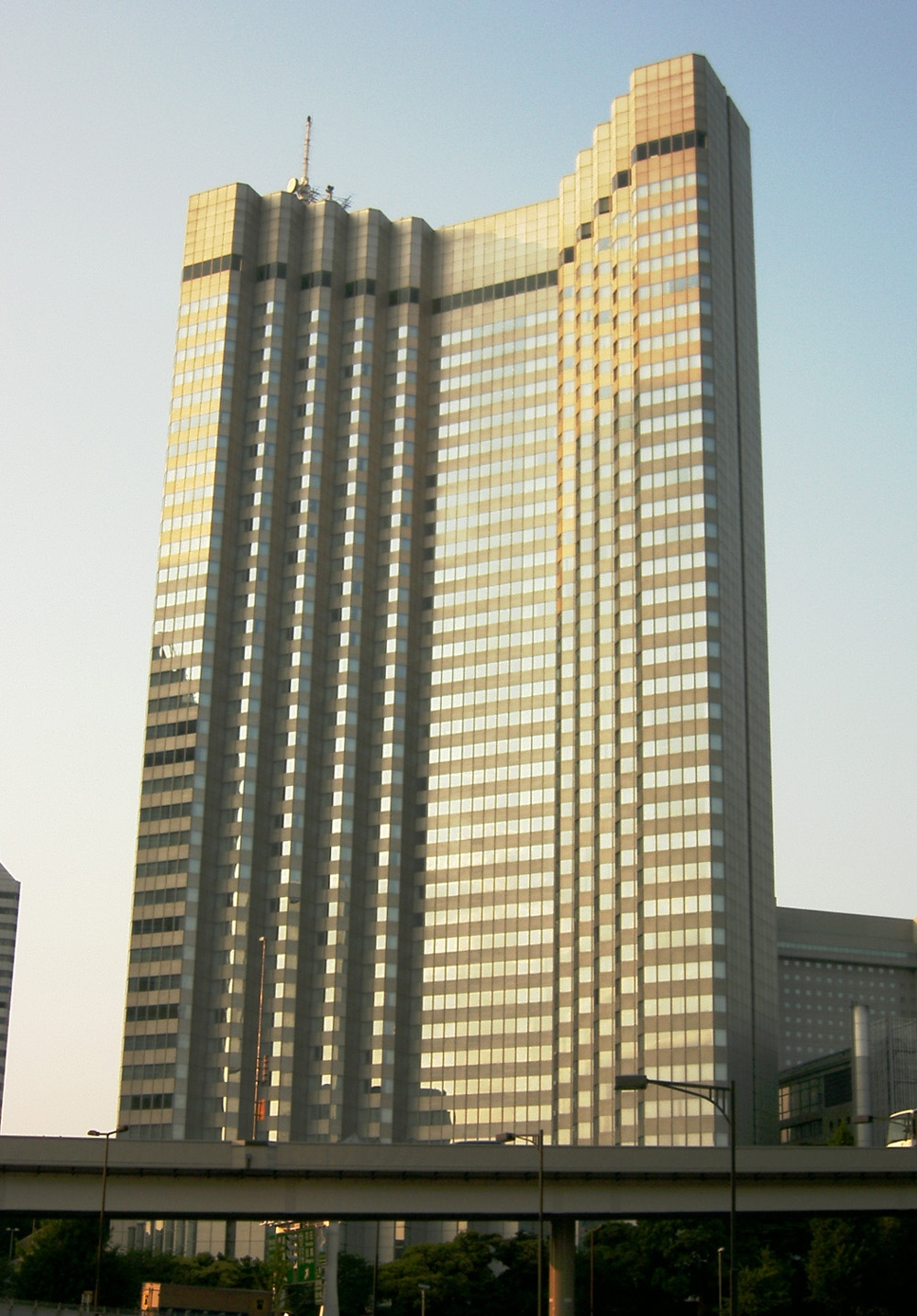
Готель Grand Prince Akasaka в Тіеда, Токіо (1982) (демонтований 2011-2013 рр.[6])
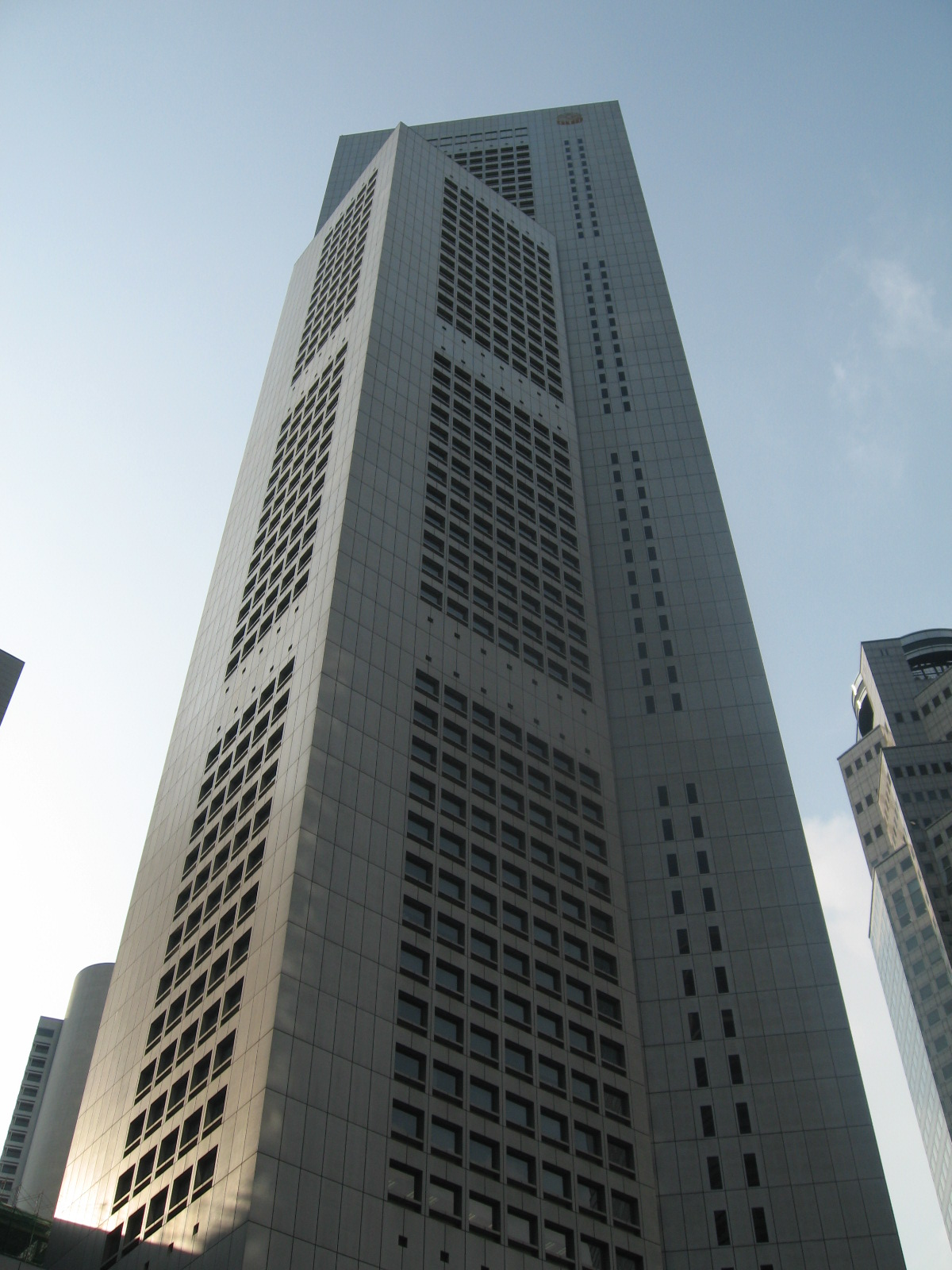
OUB Centre, Сінгапур (1986)
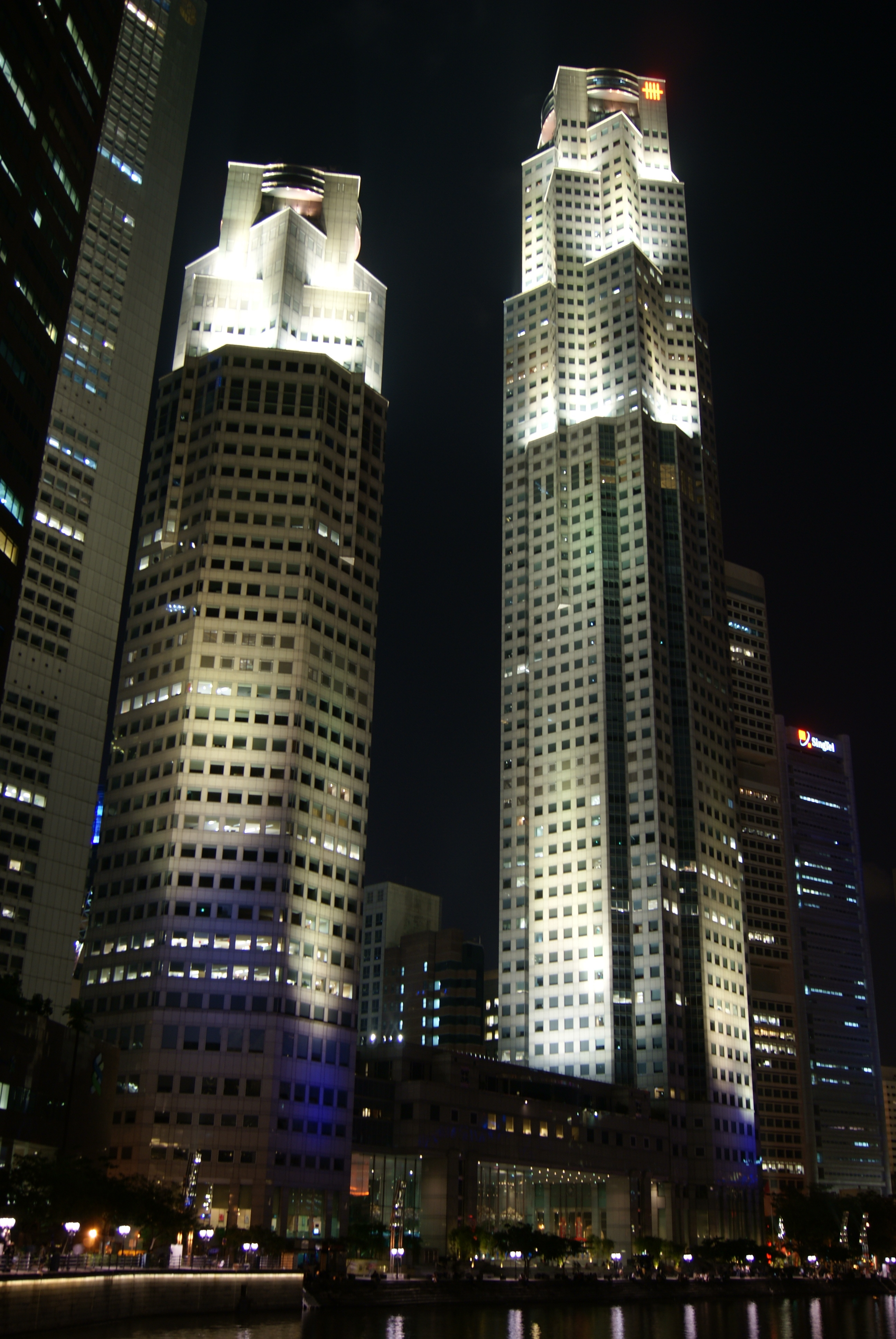
Площа UOB, Сінгапур (1992)
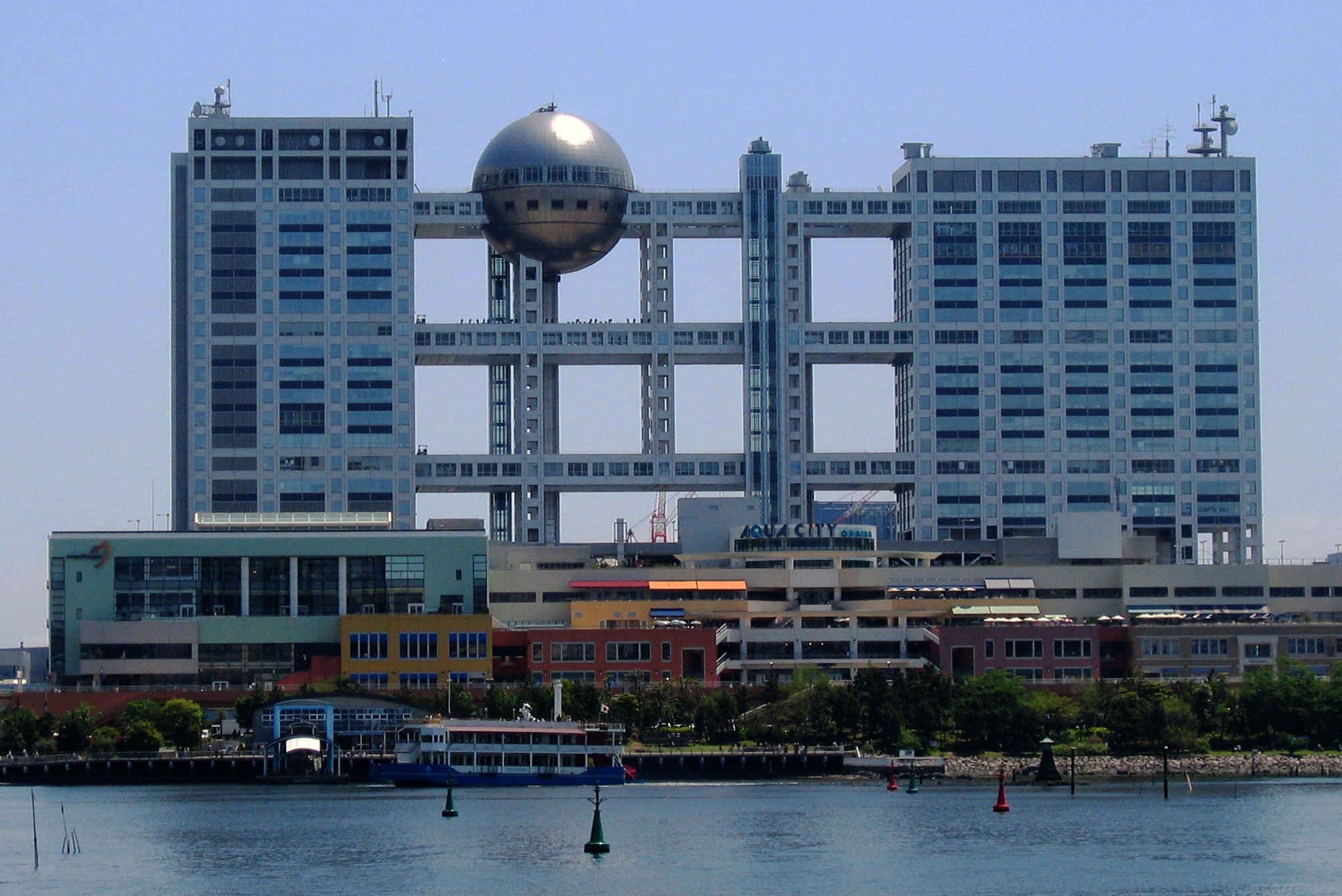
Будівля Fuji Television в Одайба, Токіо (1996)
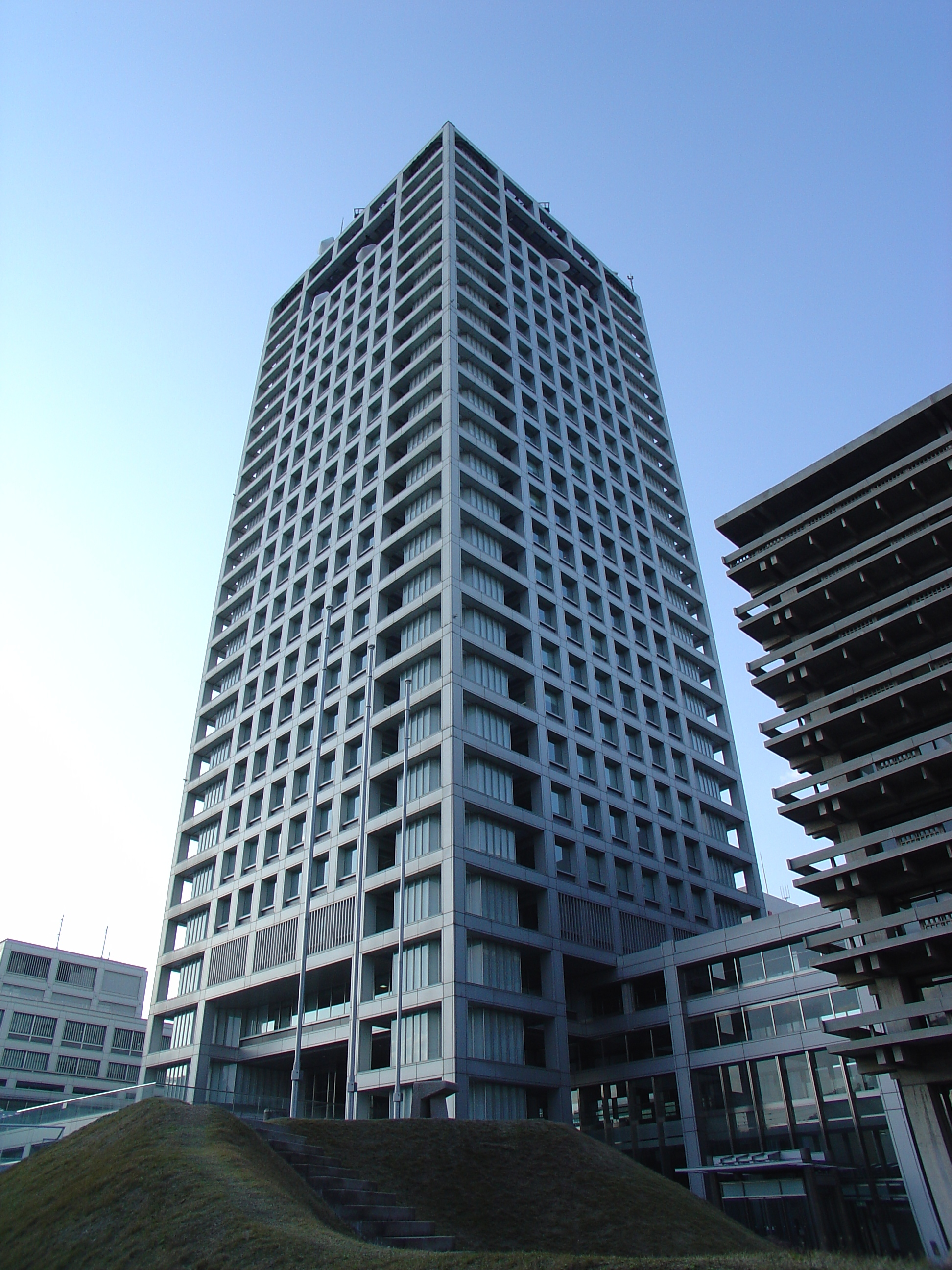
Будівля префектури в Кагава, Японія (2000)
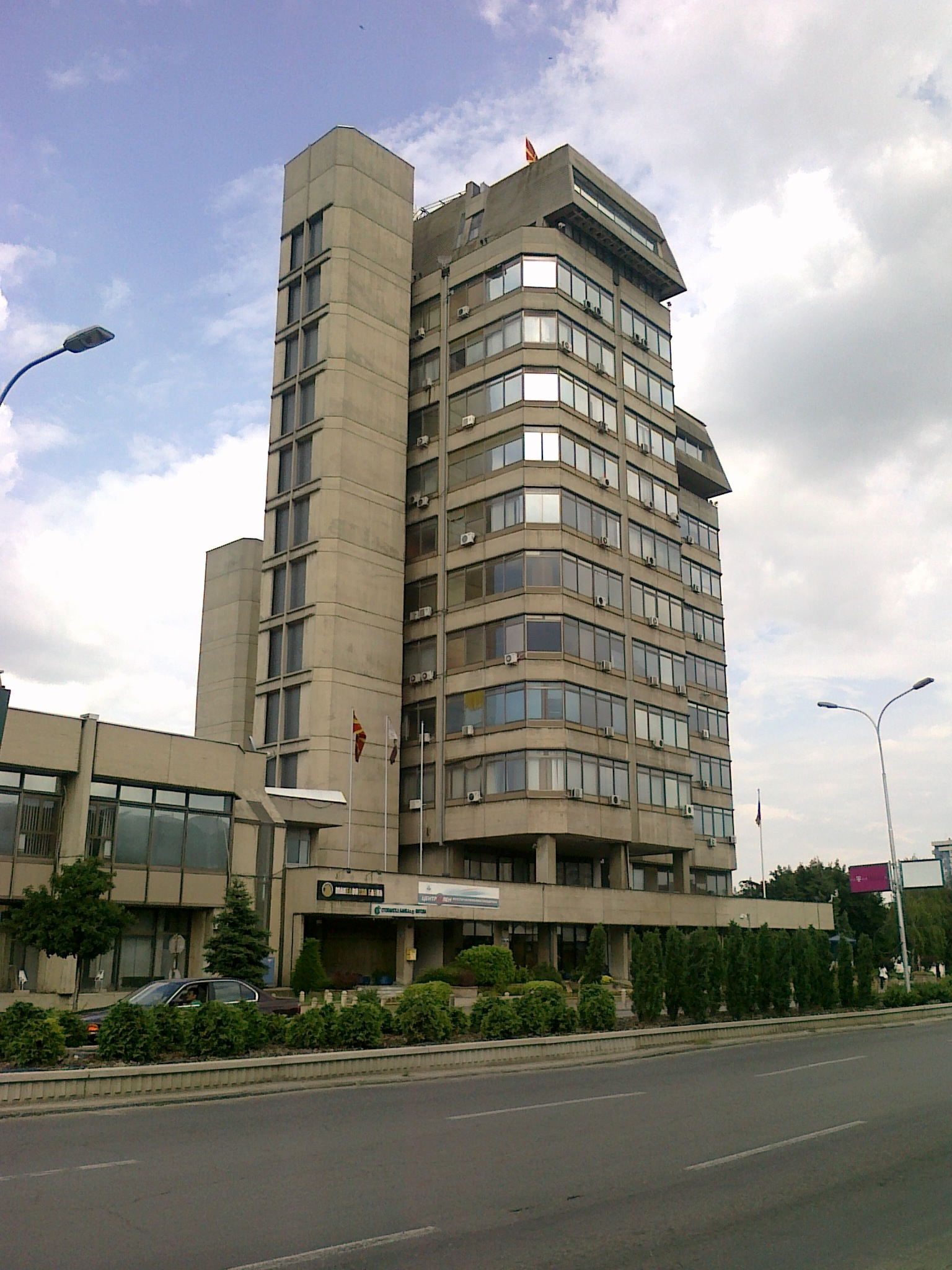
Національний Банк Македонії
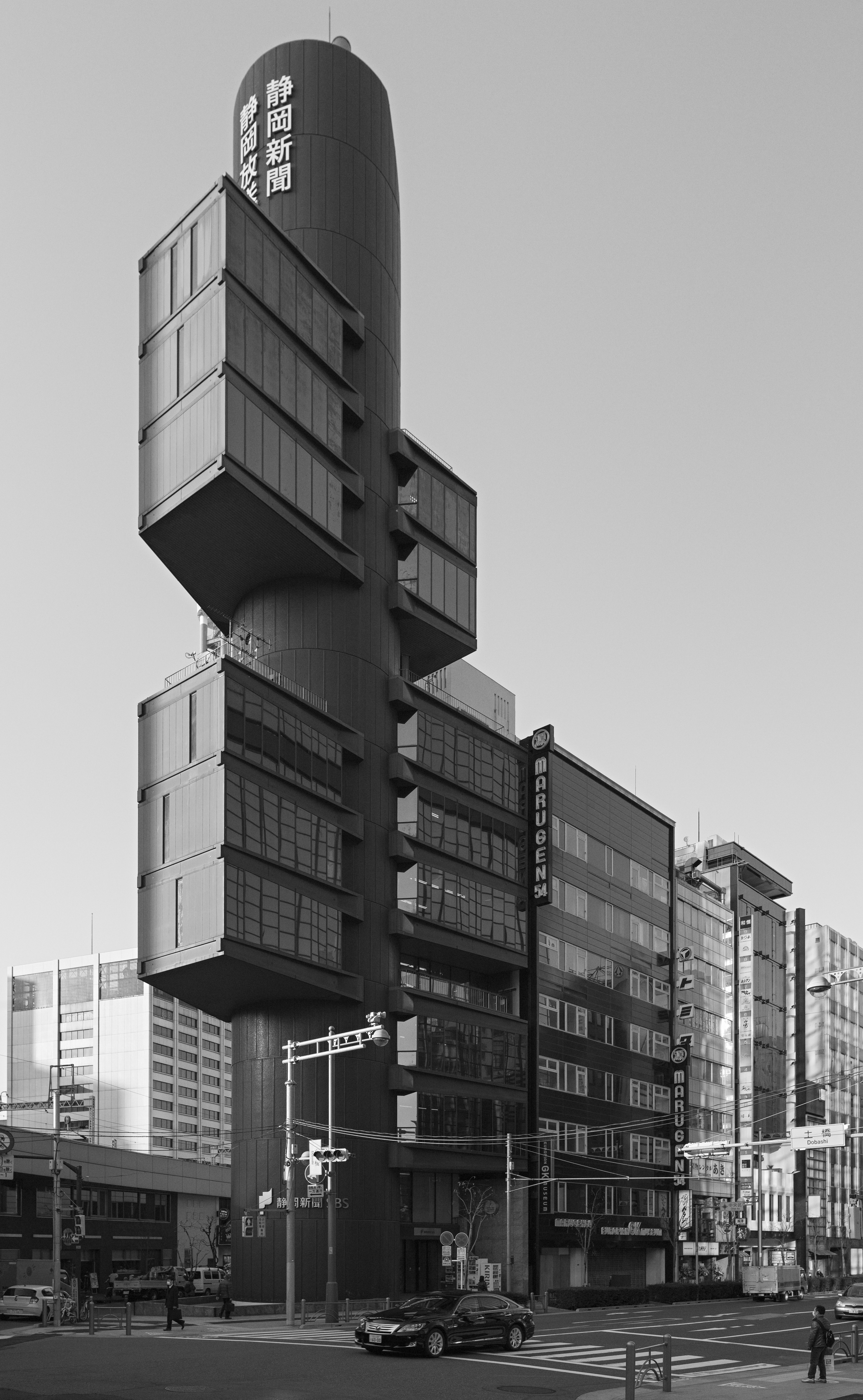
Прес-центр в Сідзуока